# 中国共产党鄂中特别委员会
中国共产党鄂中特别委员会，分别是指1927年、1938年至1939年期间（前身有中共鄂中特别支部委员会、中国共产党鄂中中心县委员会），中国共产党在湖北中部建立的一系列中基层党组织。

## 过程

### 中国共产党鄂中特别委员会 （1927年-1928年）
1927年7月15日，汪精卫在武汉宣布停止国共合作，国民党在武汉地区开始大肆杀戮共产党员。中共被迫召开八七会议进行反击，鄂中特委在沔阳成立，胡幼松被任命为沔西区委书记。1927年8月，中共鄂中特委派袁传鉴来潜江恢复党组织，发动农民举行暴动。与此同时胡幼松成立潜沔农民协会。9月10日，潜沔农民协会发展暴动队，由方世训担任队长、胡幼松担任政委，对当地民团进行连续攻击，包括沔南戴家场暴动、沔城暴动。胡幼松和贺龙统一指挥荆江两岸年关暴动，并一度攻占沔城县城，营救出大量被捕的中共鄂中特委成员（包括沔阳县委书记娄敏修）。1928年1月，胡幼松领导创建了沔西区苏维埃政府，当选为主席。

### 中共鄂中特别支部委员会（1938年）
1938年2月，在汤池训练班支部的基础上，建立中共鄂中特支，童世光（1938年2月至4月）、蔡承祖（1938年4月）先后任书记，委员有童世光（193、徐觉非（徐休祥）、邓先柱。机关先后驻应城汤池、天门皂市等地，隶属中共湖北省临时委员会领导，下辖中共京山特支、中共天门区委和孝感辖区中共应山工委等党组织。同年4月，特支改为中共鄂中中心县委。

### 中国共产党鄂中中心县委员会（1938年）
1938年4月，中共鄂中中心县委（一说无此组织）成立，湖北省临委委员杨学诚任书记（一说未到职）。隶属中共湖北省临委，领导鄂中各县的工作，下辖中共京山特支、荆门支部、钟祥支部、天门区委和孝感辖区应山工委。同年6月，该中心县委演变为中共鄂中特委。

### 中共鄂中特别委员会（1938年）
1938年6月，中共鄂中特别委员会成立，由省委委员刘青、何功伟、杨学诚相继担任书记，特委分设组织部、宣传部等工作机构隶属湖北省委领导，机关先后驻天门皂市、应城汤池、夏家庙，京山丁家冲、向家冲，随县均川、长岗店等地。特委先后下辖中欧共荆（门）当（阳）远（安）中心区委、钟祥县委、京山县委、京山临委、枣阳县委、天门县委、汉阳工委、随县工委和孝感辖区天汉工委、汉川县委、应山县委、应城矿区中心区委、汉川马口区委及安陆巡检司支部等党组织。1939年2月，中共鄂中区党委成立时，鄂中特委奉命撤销。
- 书记：
  - 刘青（1938年6月）、
  - 何功伟（何斌，1938年6月下旬）
  - 杨学诚（1938年7月-1939年2月）

- 委员：
  - 刘青（1938年6月）、何功伟（1938年6月）、杨学诚（1938年7月-1939年2月）、蔡承祖（组织部长，1938年6月-1939年2月）、顾大椿（宣传部长，1938年6月-1939年2月）、刘慈恺、雍文涛、邓先柱、陈秀山、童世光、郑速燕

## 相关
- 鄂中特委旧址，是指1927年的中国共产党鄂中特别委员会的旧址，为湖北省文物保护单位